# FSProg
 (décembre 2012).
Pour les articles homonymes, voir FSP.
FSProg (FSP) est un langage de script freeware permettant une automatisation sous le système d’exploitation Microsoft Windows. Il permet d'automatiser certaines taches comme la manipulation de fichier/dossiers, la manipulation des fenêtres, l'utilisation de la souris ou de touches du clavier et supporte la console. Il se veut simple et rapide à utiliser (d'où son nom Fast and Simple Programming). Il est fait pour être utilisable par le plus grand nombre de personnes possibles. La syntaxe du langage de programmation a été créée pour se rapprocher des langages de la famille BASIC. C'est un Langage de haut niveau utilisant un système de variables pouvant stocker plusieurs types de données sans déclarer de type de variables. Il est compatible avec Windows XP, 2003, Vista, 7 et 8.

## Caractéristiques
- Langage de script avec une structure tel que le BASIC pour un environnement de bureautique Windows.
- Bibliothèques complémentaires.
- Forum de support en ligne pour les utilisateurs et développeurs de FSProg.
- Créations de message.
- Simulation les mouvements de la souris.
- Manipulation des fenêtres.
- Manipulation des processus.
- Utilisation de la console.
- Automatisation de l'envoi de saisie utilisateur et de touches clavier aux applications.
- Compilation des scripts en exécutable autonome.
- Support des expressions régulières.
- Surcharge des opérateurs.
- Système de fonctions.

## Utilisation
FSProg peut être utilisé pour automatiser la copie de fichiers ou de dossiers, il est donc possible de l'utiliser pour créer des sauvegardes de documents. Il peut également servir à automatiser des installations d'autres logiciels grâce à la simulation de touches du clavier ou de la souris. Ses possibilités d'utilisations sont assez grandes.

## Particularités
Le nom des commandes, opérateurs et variables sont sensibles à la casse.
Le logiciel FSProg.exe est un logiciel en mode console dont la fenêtre est cachée, aussi est-il possible qu'elle apparaisse quelques dixièmes de seconde lors de l’exécution du script.

## Communauté
La communauté dispose d'un forum d'entraide. Ce forum joue également le rôle de forum de développement du programme et de ses utilitaires.

## Historique simplifié
- Janvier 2012 - Idée d'un interpréteur en C++ pour un langage simple d'utilisation et rapide à utiliser.
- Février-Mars - Choix de la syntaxe du logiciel, du nom des fonctions et rédaction de la documentation.
- 1er avril 2012 - Début du développement.
- 10 mai 2012 - Sortie de la version 1.0
- 22 juin 2012 - Sortie de la version 1.1
- 9 octobre 2012 - Sortie de la version 1.2
- 18 décembre 2012 - Sortie de la version 1.3.4.2

Le code source de FSProg est distribué sous la licence libre CC-BY.

## Utilitaires
- FSProg.exe est l'interpréteur de script FSProg, il est développé en C++ pour Windows.
- FSProg_IDE.exe est l’environnement de développement intégré de FSProg, basé sur BatchProg.
- FSPHelp.chm est un fichier d'aide et de documentation.
- Fsp2Exe.exe est un compilateur de scripts FSProg en exécutables windows.
- Obfuscator.exe rend la lecture des script FSProg par un humain difficile en laissant possible leur exécution.
- FSPActionsRecorder.exe permet d'enregistrer les actions de l'utilisateur et de les convertir en script FSProg en utilisant les fonctions de gestion de la souris, des touches et des fenêtres.

## Exemple de script
```
// Création d’un dossier et d’un fichier

dCreate
(
_dir;
\MyDir\
)

fCreate
(
_dir;
\MyDir\File.txt
)

// Copie le dossier créé et tout son contenu

dCopy
(
_dir;
\MyDir\
,
_dir;
\MyDirCopy
)

// Affiche un message de pause

message
(
Info
,
Ceci est une pause.
,
64
)

// Supprime les deux dossiers créés

dDel
(
_dir;
\MyDirCopy
)

dDel
(
_dir;
\MyDir
)

// Affiche un message de fin de script

message
(
Info
,
Fin du script.
,
64
)
```